# 新大陆游记
《新大陆游记》是近代思想家梁启超於1903年应华人团体之邀巡游美国的见闻录。书中详细描述了美国的城市风貌、政治体制和社会发展状况，也不乏作者对中国未来的思考。同时，作者记录了当时华人在美国的分布和生活、工作境遇，為今天提供了早期旅美华人情况的史料。